# Calumma capuroni
Calumma capuroni (Brygoo, Blanc & Domergue, 1972) è un piccolo sauro della famiglia Chamaeleonidae, endemico del Madagascar.

## Distribuzione e habitat
L'areale di questa specie è ristretto ad un'area di circa 78 km² all'interno del parco nazionale di Andohahela, nel Madagascar sud-orientale.
Vive nella foresta pluviale, ad altitudini comprese tra 1.400 e 1.920 m.

## Conservazione
La IUCN Red List classifica B. capuroni come specie vulnerabile.
La specie è inserita nella Appendice II della Convention on International Trade of Endangered Species (CITES).